# Thomas Tönig
Thomas Tönig (1967) è un ex sciatore alpino austriaco.

## Biografia
Specialista dello slalom speciale, Tönig ai Campionati austriaci 1989 vinse la medaglia d'argento in tale specialità; non prese parte a rassegne olimpiche né ottenne piazzamenti in Coppa del Mondo o ai Campionati mondiali.

## Palmarès

### Campionati austriaci
- 1 medaglia[1]:
  - 1 argento (slalom speciale nel 1989)